# Латапи, Расселл
Расселл Найджел Латапи (англ. Russell Nigel Latapy; род. 2 августа 1968, Порт-оф-Спейн) — тринидадский футболист, полузащитник, известный по выступлениям за «Порту», «Академику», «Фалкирк» и сборной Тринидада и Тобаго. Участник Чемпионата мира 2006 года. С 2007 года работает тренером.
Латапи начал заниматься футболом ещё в детстве. Когда ему было 19, он поступил во Флоридский международный университет, где выступал за команду учебного заведения.

## Клубная карьера
В начале своей карьеры Расселл выступал за местный «Юнайтед Петротрин» и ямайский «Портморан Юнайтед». В 1990 году он перешёл в португальскую «Академику», где на протяжении четырёх сезонов выступал во втором португальском дивизионе. В 1994 году Латапи перешёл в «Порту». С «драконами» он дважды выиграл Сангриш-лигу, а также стал первым тринидадцем, который сыграл в Лиге чемпионов. Летом 1996 года Расселл подписал соглашение с «Боавиштой». 29 октября в матче Кубка УЕФА против тбилисского «Динамо» он сделал «дубль». В составе новой команды Латапи завоевал Кубок Португалии.
В 1998 году Латапи перешёл в шотландский «Хиберниан». Он стал одним из ключевых футболистов и был удостоен звания Лучший футболист года. Расселл помог клубу выиграть первый дивизион Шотландии и выйти в шотландскую Премьер-лигу. В 2001 году контракт с Латапи был расторгнут «Хибернианом» за нарушение режима, Расселл вместе со своим партнером по сборной Дуайтом Йорком устроили масштабную попойку.
В 2001 году Латапи подписал контракт с «Рейнджерс». В клубе он не смог выдержать конкуренции, даже, когда на смену Дику Адвокату, пришёл бывший тренер Расселла в «Хиберниане» Алекс Маклиш. В составе «рейнджеров» он завоевал Кубок лиги. В 2003 году Латапи покинул клуб и остаток сезона доиграл в «Данди Юнайтед». Новой командой Расселла стал «Фалкирк». Несмотря на солидный возраст с новым клубом он пережил вторую молодость, завоевав Шотландский кубок вызова и помог коллективу выйти в Премьер-лигу. В 2007 году Латапи стал играющим тренером. 28 октября 2008 года Расселл введен в Зал славы «Фалкирка». По окончании сезона он вернулся на родину, где год выступал за «Каледонию Эй-Ай-Эй». В 2011 году Латапи вернулся в Шотландию, где пытался реанимировать карьеру в составе клуба «Эдинбург», но не сыграв ни одного матча, решил сосредоточиться на тренерской деятельности.

## Международная карьера
30 октября 1988 года в матче отборочного турнира чемпионата наций КОНКАКАФ против сборной Гондураса Латапи дебютировал за сборную Тринидада и Тобаго. В 1991 году в национальной команды Расселл принял участие в розыгрыше Золотого кубка КОНКАКАФ. На турнире он сыграл в трех матчах против сборных Коста-Рики, Гватемалы и США. В 1996 году Латапи во второй раз сыграл на турнире. Он принял участие в поединках против США и сделал «дубль» в матче против Сальвадора. В 2000 году Латапи в третий раз выступил в розыгрыше Золотого кубка КОНКАКАФ. На турнире он сыграл против команд Мексики, Коста-Рики, Канады и поразил ворота в матче против Гватемалы.
В 2005 году после четырёх лет перерыва, по просьбе друга Расселла Дуайта Йорка, Латапи снова начали вызывать в сборную. Он помог национальной команду впервые в истории пробиться на чемпионат мира 2006 года в Германии. На турнире он сыграл в матче против сборной Парагвая.

## Тренерская карьера
В течение некоторого времени Расселл Латапи был играющим тренером шотландского «Фалкирка» и сборной Тринидада и Тобаго. В 2009 по 2011 год возглавлял национальную команду. Под его руководством «сока уориорз» не сумела пробиться на Чемпионат мира в ЮАР. В 2014 году вошёл в тренерский штаб шотландского клуба «Инвернесс Каледониан Тисл». Затем он вернулся на родину и работал с юношеской и молодёжной командой страны. В апреле 2019 года Латапи занял должность главного тренера сборной Барбадоса. Контракт с ним рассчитан на два года.
Работал в штабе Дуайта Йорка в австралийском «Макартуре», а в ноябре 2024 году он стал его ассистентом в тринидадской сборной.

## Достижения
Командные
«Порту»
- Чемпионат Португалии по футболу — 1994/95, 1995/96

«Боавишта»
- Обладатель Кубка Португалии — 1996/97

«Рейнджерс»
- Обладатель Кубка лиги — 2001/2002

«Фалкирк»
- Обладатель Кубка вызова — 2004/05